# 9월 24일
9월 24일은 그레고리력으로 267번째(윤년일 경우 268번째) 날에 해당한다.

## 사건
- 1396년 - 한양도성 완공
- 1903년 - 알프레드 디킨이 에드먼트 바톤에 이어 오스트레일리아의 2대 총리가 되다.
- 1946년 - 군정기: 남한 철도종업원들 총파업. 9월 총파업의 시작.
- 1949년 - 이란, 대한민국 승인
- 1952년 - 한국 전쟁: 마크 클라크 유엔군총사령관, 한국방위수역선을 설정
- 1988년 - 통일민주당 창당 방해 사건 김용남(일명 용팔이) 검거
- 1991년 - 대한민국 노태우 대통령, 유엔총회에서 기조연설
- 1996년 - 미국 연방수사국(FBI), 한국계 미국 해군 정보장교 로버트 김 기밀유출혐의로 체포
- 1999년 - 대한민국, 포괄적핵실험금지조약(CTBT) 비준
- 2000년 - 사상 첫 남북 국방장관회의 참석위해 김일철 인민무력부장을 단장으로 한 조선민주주의인민공화국 대표단 13명 판문점 통해 입국
- 2002년
  - 조선민주주의인민공화국, 신의주특별행정구 초대 행정장관에 양빈(楊斌) 임명.
  - 대한민국과 조선민주주의인민공화국, 군사 핫라인 분단이후 처음 개통
- 2008년 - 마카오 제우스호 조난 사고가 일어났다.
- 2009년 - 대한민국의 헌법재판소가 현행 집시법 제10조와 제21조 1항에 대해 헌법불합치 결정을 내리다.
- 2020년 - 대한민국의 연평도 실종 공무원이 조선민주주의인민공화국 지역에서 조선인민군의 총격에 숨졌다.

## 문화
- 1926년 - 일제강점기: 평양공설운동장 개장
- 1953년 - 할리우드에서 첫 시네마스코프 영화 《성의》 상영
- 1960년 - 세계 최초 원자력 항공모함인 미국의 CVN-65 엔터프라이즈, 버지니아주 뉴포트항에서 진수.
- 1966년 - 대한민국의 육군사관학교에서 화랑대 준공식.
- 1982년 - 서울 국제무역박람회 개막
- 1987년 - 체외수정으로 임신된 다섯 쌍둥이, 서울대병원서 출생.
- 1988년 - 캐나다의 벤 존슨이 서울 올림픽의 100m경주에서 9.79초의 신기록 달성(그러나 약물복용으로 박탈)
- 2010년 - 시드 마이어의 문명 V가 출시.
- 2015년 - 부산 지하철 2호선 증산역이 개통되었다.
- 2016년 - 경강선 판교역 ~ 여주역 구간이 개통되었다.

## 탄생
- 15년 - 로마 제국의 제8대 황제 비텔리우스. (~69년)
- 1501년 - 이탈리아의 수학자 지롤라모 카르다노. (~1576년)
- 1705년 - 오스트리아의 육군 원수 레오폴트 요제프 폰 다운 백작. (~1766년)
- 1892년 - 대한민국의 독립운동가 조동호. (~1954년)
- 1896년
  - 미국의 소설가 F. 스콧 피츠제럴드. (~1940년)
  - 대한민국의 창설자 박인덕. (~1980년)
- 1902년 - 이란의 최고지도자 아야톨라 루홀라 호메이니. (~1989년)
- 1906년 - 일본의 정치인 우쓰노미야 도쿠마. (~2000년)
- 1911년 - 소련의 정치인 콘스탄틴 체르넨코. (~1985년)
- 1915년 - 미국의 정치인 조지프 몬토야. (~1978년)
- 1919년 - 대한민국의 군인 임부택. (~2001년)
- 1923년
  - 대한민국의 정치인 이승복. (~2017년)
  - 미국의 수학자 라울 보트. (~2005년)
  - 중화민국의 정치인 리위안추. (~2017년)
- 1926년 - 스페인의 추기경 리카르도 마리아 카를레스 고르도. (~2013년)
- 1930년 - 미국의 우주비행사 존 영. (~2018년)
- 1936년
  - 대한민국의 정치인 강광.
  - 미국의 인형 연극가 짐 헨슨. (~1990년)
- 1937년 - 대한민국의 성우 이강식. (~2015년)
- 1938년 - 대한민국의 부총리 서석준. (~1983년)
- 1939년 - 대한민국의 만화가 신문수. (~2021년)
- 1940년 - 대한민국의 공무원 이계철.
- 1942년 - 대한민국의 공무원, 제9대 공정거래위원장 김인호.
- 1943년 - 대한민국의 정치인 김태환.
- 1945년 - 영국의 수학자 이언 스튜어트.
- 1951년 - 대한민국의 방송 기자 김준석.
- 1954년
  - 미국의 정치인 애슈턴 카터. (~2022년)
  - 이탈리아의 전직 축구 선수, 축구 감독 마르코 타르델리.
- 1955년 - 대한민국의 사회운동가 김경민.
- 1956년
  - 대한민국의 희극인 이하원. (~2016년)
  - 대한민국의 정치인 박남서.
- 1957년
  - 미국의 애니메이션 제작자 브래드 버드.
  - 싱가포르의 정치인 리셴양.
- 1958년 - 미국의 정치인, 버펄로의 첫 흑인 시장 바이런 브라운.
- 1959년 - 대한민국의 정치인 홍성현.
- 1960년 - 대한민국의 성우 김경민.
- 1962년 - 홍콩의 영화 배우 관지림.
- 1964년
  - 대한민국의 배우 이재룡.
  - 대한민국의 배우 최종환.
- 1965년
  - 대한민국의 성우 이현선.
  - 미국의 드러머, 록 밴드 재닛 와이스.
- 1966년 - 대한민국의 전직 군인, 정치인 강선영.
- 1967년
  - 대한민국의 기자, 저널리스트 김철민.
  - 일본의 만화가 가이타니 시노부.
- 1975년 - 대한민국의 기상 캐스터 한우경.
- 1976년 - 미국의 전 프로레슬링 선수 스테퍼니 맥마흔.
- 1979년
  - 대한민국의 가수 김종민 (코요태).
  - 대한민국의 전 권총 선수 진종오.
  - 대한민국의 전 야구 선수 추승우.
- 1980년 - 노르웨이의 전 축구 선수 욘 아르네 리세.
- 1981년
  - 대한민국의 전 축구 선수, 축구 지도자 박규선.
  - 칠레의 배우 페르난다 우레홀라.
  - 일본의 배우, 희극인 마츠자키 유키.
- 1982년
  - 대한민국의 배우 이지수.
  - 미국의 체조 선수 폴 햄.
  - 이탈리아의 전 축구 선수 크리스티안 다니엘 레데스마.
- 1983년
  - 대한민국의 제8대 충청남도 예산군의원 홍원표.
  - 대한민국의 가수 듬듬맨.
- 1984년 - 멕시코의 래퍼 다리우스.
- 1985년
  - 대한민국의 배우 권혁범
  - 대한민국의 배우 진예솔.
  - 캐나다의 배우 제시카 루커스.
- 1986년
  - 일본의 가수 리아 디존.
  - 대한민국의 아나운서 유지은.
  - 대한민국의 디스크자키 DJ 웨건.
  - 대한민국의 축구 선수 이슬기.
  - 대한민국의 가수 겸 국악인 이미리.
- 1987년
  - 조선민주주의인민공화국의 축구 선수 박성철.
  - 대한민국의 가수 지훈.
- 1988년
  - 대한민국의 축구 선수 박현.
  - 미국의 배우 카일 설리번.
  - 에스토니아의 가수 비르기트 어이게멜.
  - 대한민국의 앵커, 기자 김지아.
- 1989년 - 대한민국의 프로듀서 이주형. (~2024년)
- 1990년
  - 대한민국의 가수 태일 (블락비).
  - 대한민국의 배우 김다예.
- 1991년
  - 대한민국의 배우 도지한.
  - 대한민국의 래퍼 그냥노창.
  - 대한민국의 유튜버, 가수 조민.
  - 대한민국의 루지 선수 김동현.
  - 일본의 전 축구 선수 사카모토 가즈토.
  - 캐나다의 프리스타일 스키 선수 브리트니 펠런.
- 1992년
  - 대한민국의 전직 스타크래프트 프로게이머 어윤수.
  - 대한민국의 야구 선수 최현진.
  - 미국의 테니스 선수 잭 속.
- 1993년 - 일본의 배우 스즈무라 아이리.
- 1994년 - 대한민국의 배우 박세완.
- 1995년 - 대한민국의 골프 선수 김진미.
- 1996년
  - 대한민국의 배우 한윤지.
  - 대한민국의 작곡가 밤하늘.
- 1997년 - 대한민국의 가수 백결.
- 1999년 - 일본의 배우 나가노 메이.
- 2001년 - 미국의 배우 클레어 폴리.
- 2002년 - 대한민국의 배우 조승희.
- 2003년 - 맨섬 출신 영국의 배우 조 로크.
- 2004년 - 대한민국의 축구 선수 정진우.
- 2010년 - 대한민국의 배우 이예원.

### 미상
- 대한민국의 가수 싸이져.

## 사망
- 366년 - 제36대의 교황 교황 리베리오. (?~)
- 768년 - 프랑크 왕국의 군주 피피누스 3세 브레비스. (714년~)
- 1143년 - 제164대 교황 교황 인노첸시오 2세. (?~)
- 1180년 - 비잔티움 제국의 황제 마누일 1세 콤니노스. (1118년~)
- 1468년 - 조선의 제7대 국왕 세조. (1417년~)
- 1964년 - 대한민국의 독립운동가 양우조. (1896년~)
- 1991년 - 미국의 작가이자 만화가 닥터 수스. (1904년~)
- 2004년 - 프랑스의 극작가 프랑수아즈 사강. (1935년~)
- 2005년 - 대한민국 경제학자 정운영. (1944년~)
- 2015년 - 일본의 가수, 영화배우 카와시마 나오미. (1960년~)
- 2019년 - 대한민국의 배우 송영학. (1972년~)
- 2021년 - 일본의 만화가 사이토 타카오. (1936년~)
- 2022년
  - 대한민국의 시인 이운룡. (1938년~)
  - 미국의 연주자 파로아 샌더스. (1940년~)
  - 멕시코의 영화배우 키튼 나티비더드. (1948년~)
- 2024년 - 세네갈의 정치인 아마두 마흐타르 엠보우. (1921년~)

## 기념일
- 추석 - 1999년, 2018년, 2037년, 2056년, 2075년, 2094년
- 국가 공유지의 날(National Public Lands Day): 미국
- 국립 구두점의 날(National Punctuation Day): 미국
- 유산의 날: 남아프리카 공화국

## 같이 보기
- 전날: 9월 23일 다음날: 9월 25일 - 전달: 8월 24일 다음달: 10월 24일
- 음력: 9월 24일
- 모두 보기